# Třebeň
Třebeň (en allemand : Trebendorf) est une commune du district de Cheb, dans la région de Karlovy Vary, en République tchèque. Sa population s'élevait à 399 habitants en 2020.

## Géographie
Třebeň se trouve à 6 km au nord-nord-est du centre de Cheb, à 36 km au sud-ouest de Karlovy Vary et à 146 km à l'ouest de Prague.
La commune est limitée par Skalná et Křižovatka au nord, par Milhostov et Nebanice à l'est, par Cheb au sud et par Františkovy Lázně à l'ouest.

## Histoire
La première mention écrite de la localité date de 1208.